# Himmelried
Himmelried – miejscowość i gmina w Szwajcarii, w kantonie Solura, w jednostce administracyjnej (Amtei) Dorneck-Thierstein, w okręgu Thierstein.

## Demografia
W Himmelried mieszka 941 osób. W 2021 roku 11,2% populacji gminy stanowiły osoby urodzone poza Szwajcarią. 